# زوران دورديفيك
زوران دورديفيك (بالبرتغالية: Zoran Đorđević‏) هو مصور ومنتج أفلام وكاتب سيناريو ومخرج برازيلي (وحمل سابقاً جنسية يوغوسلافيا)، ولد في 7 نوفمبر 1962 في فاليفو في صربيا.

## وصلات خارجية
- زوران دورديفيك على موقع IMDb (الإنجليزية)